# Miro Novak
Miro Novak, slovenski kitarist, skladatelj, pevec, glasbeni pedagog in kantavtor, * 16. junij 1960, Ljubljana.
Je brat pesnika Borisa A. Novaka in kitarista Jerka Novaka. Po izobrazbi je klasični kitarist, zato je velik del kariere poučeval kitaro na glasbeni šoli v Domžalah. Desetletja dolgo je kot kitarist sodeloval v projektu Maček Muri , ki ga je vodila Neca Falk. 
Ko mu je leta 1998 založba NIKA Records izdala album Jaz pa igram, je postal slovenski javnosti znan tudi kot kantavtor. Izidu cd plošče je sledila obsežna medijska predstavitev, na albumu pa so sodelovali studijski glasbeniki kot Ivan Bekčič, Jani Hace, Roman Škraba (ex- Pomaranča) in Miran Juvan.
Naslovna skladba je postala uspešnica na radijskih postajah, zato je izšla tudi na kompilacijskem cedeju založbe NIKA Records leta 2005 - med izvajalci, kot so Hazard, Tomaž Domicelj, Andrej Šifrer in drugi. 
Leta 1990 je Miro Novak kot velik ljubitelj igre bridge soustanovil Bridge klub Tivoli.

## Diskografija
- Miro Novak/Jaz pa igram (1998, NIKA Records)
- Najlepse Slovenske Uspesnice 1980-1989, Vol. 1-2005 (2005, NIKA Records)